# 李辰
李辰（1915年11月—2011年12月4日），原名邱林淵，男，台湾嘉义人，中国醫生、醫學博士（M.D.Ph.D.），專業是眼科學。中國共產黨党员，台灣民主自治同盟盟员。

## 生平
生於日治台灣嘉義廳嘉義區嘉義街（今嘉義市區）。

### 教育经历
嘉義中學、台北高等學校理科乙類（以德語為第1外國語，英語為第2外國語，目標醫學部）卒業。
1936年考進台北帝國大學醫學部，1940年卒業後留校任助手。
1945年第二次世界大戰結束，靜待盟軍接收，面臨廢校運命的台北帝國大學授予創校以來最后1批研究生博士學位，1945年得到醫學博士學位的有陳石鍊、翁廷俊、林天祐、李達莊、王耀東、謝伯潛、游高岩、陳天機、何開洽、邱雲賜、葉炳輝、詹湧泉、許燦煌、林金龍、鍾有成、彭明聰、李鎮源、林茂、廖月兒、王毓麟、陳嘉得、傅濬岳、賴博文、張俊發、鄭培禮、黃登雲、吳家鑄、郭金培、劉傳來、謝水居、林千種、王經授、楊李拱屏、鄭宜秋、謝振聲、李永樂、詹益恭、蔡國銘、劉阿樓、許金六、許南陽、林敬邦、方錫玉、廖貴盛、邱林淵、張天縱、張時聰、蔡惠郎、黃文賢、黃共睦、徐淵智、邱水生、蕭雲嶽、余錦泉、張山鐘、王清木、汪啟源、楊維新、傅雄飛、石孜理、劉聰慧、何禮棟、歐陽澄濱、邱仕榮、郭宗煥、張秋屘、李枝盈、葉作舟、邱雲鵠、李浚德、陳萬居、王意誠、林炳坤、簡德旺、鄭傳對、林躍蛟、陳桂子、洪挑、歐陽兆和、黃克東、黃謙禮（吳文星〈日治時期台灣的教育〉引〈原帝國大學醫學博士學位受領者名簿〉），農學博士有徐慶鐘和徐水泉，理學博士有劉盛烈。
邱林淵向藍博洲回憶，同班同學台灣人（共16人）得台北帝國大學醫學博士學位的有李鎮源和邱仕榮（同時提到的許強是九州帝國大學醫學博士）。

### 國立臺灣大學
台北帝國大學被盟軍指定的國民政府接收，邱輔助自己的藥理學老師杜聰明先生接收醫學部，國府行政院教育部設國立臺灣大學，派羅宗洛任代理校長，羅代理校長聘邱林淵博士為台大醫院臨床講師（〈接收臺北帝國大學報告書·新聘本省籍之教職員名表〉）。
留用日本教授離開後，邱博士升任醫學院眼科副教授和附屬醫院眼科主治醫師兼主任，是台大醫學院和台大醫院第1位台灣人眼科主任，經過杜聰明和嚴智鍾2位3任（杜1948年在嚴後回任）醫學院院長，羅宗洛、陸志鴻、莊長恭、杜聰明4位校長。

### 左傾
受同樣是台南州出身的台北高校和台北帝大同班同學許強（同是台南州出身）和蕭道應（客家人）等影響，學習河上肇等先生的著作，接受了馬克思主義政治經濟思想。
在中國共產黨地下黨員許強影響下，台大醫學院眼科副教授兼主任邱林淵改名李辰，與皮膚泌尿科講師吳萬耀（嘉義朴子人，醫學士，改名周輝榮）、婦產科副教授王經授（台北萬華人，醫學博士，改名陳文）3人在1948年12月離開台灣，經英屬香港在1949年到達解放區，參加社會主義建設，在大連醫學院（現在大連醫科大學）做教授。
1940年台北帝大醫學部卒業的邱林淵是先輩（學長），王經授和吳萬耀是1941年卒業的台北帝大醫學部第2屆，3人在1945年被羅宗洛代理校長聘為國立台灣大學附屬醫院臨床講師。
接任的眼科主任胡鑫麟和第三內科主任許強、皮膚泌尿科胡寶珍、耳鼻咽喉科蘇友鵬等沒有離開的台大醫師1950年被捕，醫學院院長杜聰明和校長傅斯年多方營救無效，許強和郭琇琮等醫師被處決，胡鑫麟、胡寶珍、蘇友鵬等醫師被關在綠島10多年。

### 中華人民共和國
历任遼寧大连医学院教授、眼科主任、附属医院副院长，貴州遵义医学院副院长，廣東暨南大学教授、眼科主任、副校长，博士生导师，指導多位眼科醫學研究生获得醫學碩士和醫學博士學位。